# Llista de fortaleses de Maharashtra
Llista de fortaleses a l'estat de Maharashtra a l'Índia:
| Índex A B C D E F G H I J K L M N O P Q R S T U V W X Y Z |

## A
- Aad
- Abhasgad
- Achala
- Achalpur (Ellichpur)
- Adas
- Adgaum
- Agashi
- Ahmednagar
- Ahiwant (Sarp/Serpent)
- Ajare
- Ajinkyatara
- Akeri
- Akhrani
- Akluz
- Akola (Asagad/Asadgad)
- Akot
- Alang
- Alibag (Hirakot)
- Amalner
- Ambagad
- Ambi Khurd
- Ambolgad
- Amner (Jilpi)
- Andhalgaum
- Anjaneri
- Anjanvel (Gopalgad)
- Ankai
- Antur
- Arnala
- Asava (Ashagad/Asavagad)
- Asherigad
- Assaye
- Aundh
- Aundha (Avandha)
- Ausa (Amarpur/Ambarapur)
- Avachtigad (Medha)
- Avre

## B
- Badanera
- Bagni
- Bahadurgad
- Bahadurwadi
- Bahem
- Bahiravgad (Bhai Ramgad/Bairamgad/Saramja)
- Bahirgad
- Bahula
- Baitulawadi (Vetalwadi / Baitalwadi)
- Balapur
- Ballalgad
- Ballalpur
- Balwantgad
- Bande
- Bandra
- Bankot (Fort Victoria / Himmatgad)
- Baramati
- Basgad
- Bavda (Gagangad)
- Bavdhan
- Belapur Fort
- Betavad
- Bhagwantgad
- Bhairavgad (Bhairamgad)
- Bhamer
- Bhamragad
- Bhana Hivra
- Bhandara (Behnor)
- Bhandargad
- Bharatgad
- Bhaskargad (Basgad)
- Bhavangad
- Bhudargad (Bhujbal)
- Bhupalgad
- Bhupatgad (Bhopatgad)
- Bhushangad
- Birwadi
- Bitangad
- Bodvad
- Fort de Bombai
- Borale
- Borgaum
- Bhorgiri
- Bramhagiri

## C
- Chakan (Islamabad o Sangramgad o Vikramgad o Sangram Durg
- Chambhargad
- Chandan
- Chanderi
- Chandgad
- Chandgad
- Chandpur
- Chandragad
- Chandrapur (Gonddurg / Chanderi / Chanda)
- Chandvad (Chanderi / Chandor)
- Chavand (Jund / Prassanagad)
- Chatale
- Chaul (Agarkot / Palm Garden)
- Chauler (Tilwan)
- Chaugaum
- Chimur
- Chincgad
- Chinchani
- Chopda (Mustafabad)

## D
- Dabhol
- Dahanu[1]
- Danda
- Danda Rajpuri
- Danda Rajapur
- Dategad (Sudergad / Ghera Dategad)
- Dativre
- Daulatmangal (Bhuleshwar)
- Dehra (Bhorgad/Rajdehr)
- Deogiri (Daulatabad)
- Deoli
- Dermal
- Devgad
- Devrukh
- Dhadgaum
- Dhak (Bahiri / Bhaihari)
- Dhamnya
- Dhangad (Gahangad)
- Dharavi (Kala Killa)
- Dharni
- Dharur (Fatahabad)
- Dhodap
- Dhule (Devpur)
- Dindu
- Dondwada
- Dronagiri (Karanja)
- Drug
- Dudmal
- Durgadi
- Dusana

## E
- Ekadara
- Elephanta (Gharapuri)

## F
- Fatehkheda
- Fattegad

## G
- Gadahinglaj
- Gagangad
- Galna (Kelna)
- Gambhirgad
- Gandharvagad
- Ganeshdurg
- Gawilgarh
- Ghanora
- Ghargad (Dhargad)
- Ghodbunder
- Gorakhgad
- Ghosale o Ghosalgad
- Govagad
- Gumtara
- Gunwantgad (Morgiri)
- Golgumbaz (Bijapur)

## H
- Hadsar (Parvatgad)
- Hanumangad (Manchigad / Bijarnigad)
- Hargad
- Harihargad
- Harishchandragad
- Harshgad (Harishgad)
- Hatgad
- Helvak
- Hindola
- Hingana
- Harihar

## I
- Indragad
- Indrai (Indragad)
- Induri (Talegaon Dabhade)

## J
- Jaigad
- Jalna
- Jallalkheda
- Jamba
- Jamgaum
- Jamner
- Jangli Jaygad
- Janjira (Mehar-ruba/Mehar-rusa)
- Jawlya
- Jivdhan
- Jintur
- Junnar
- Juna Panhala

## K
- Kachan
- Kada
- Kagal
- Kailashgad
- Kajagad (Lokhandi Killa)
- Kaldurg
- Kala Killa (o Kala Qill o Riwa)
- Kalam (Kalamb/Kolambi)
- Kalanidhigad(kaliwade)
- Kalyan (Durgadi)
- Kamalgad
- Kamandurg
- Kamsagad (Padamdurg)
- Kamtekot
- Kamtha
- Kanchana
- Kankrala (Kankadi)
- Kanhergad (Kanhira)
- Kanheri (Kanhera/Kanherigad)
- Kankadri (Kantra/Kandas)
- Kanakdurg
- Kandhar
- Kangori (o Mangalgad)
- Kanvai
- Kanhera
- Karad
- Karanja
- Karhe
- Karmala
- Karnala
- Karanala
- Katol
- Katragad
- Kaula Killa
- Kauthe
- Kavnai
- Kayar
- Kelapur
- Kelve
- Kenjalgad (Kelanja)
- Khanapur
- Khandaragad
- Khanderi
- Kharda
- Khare Patan
- Khatgad
- Khatoda
- Khatale (Pethkodhala)
- Khelna (Vishalgad)
- Khubladha (Thal)
- Kittal
- Kohaj (Komj/Konagad)
- Kokan Diva
- Koldher (Kolther)
- Kole (Kale/Koldurg)
- Koparli (Ranala)
- Korigad
- Korlai
- Kothaligad (Peth)
- Kudal
- Kolaba (Alibag)
- Kulang (Chota Kulang)
- Kumwarigad (Koraigad)
- Kunjalgad
- Kurdugad (Vitangad/Bishramgad)

## L
- Laling
- Lasalgaum
- Lasur
- Lingana
- Lohagad
- Loni Bhapkar

## M
- Machal
- Machindragad
- Madangad
- Madgad
- Madha
- Madhala Buruz
- Mahadevgad
- Mahim
- Mahimangad (Mahimandangad/Maimangad/Mahimantgad)
- Mahipalgad
- Mahipatgad
- Makarandgad
- Mahuli
- Mahurgad
- Malkapur
- Malanggad
- Malavdi
- Malegaon
- Malhargad (Soneri)
- Manoranjan (Rajamachi)
- Mansantoshgad (o Manasantoshgad)
- Manchur
- Mandangad
- Mangad (Mastiwade/Vinsai)
- Mangalgad
- Mangalvedha
- Mangi Tungi
- Manikgad (Gadchandur)
- Manikgad
- Manikpunj
- Manohar o Manohargarh (Manohargad)
- Manor
- Markandya (Mayurkhandi)
- Masur
- Mathane
- Mathan (Malchan)
- Mazagon
- Medad
- Mesna
- Miraj (Murtazabad)
- Mohangad (Jasalodgad)
- Mohol
- Moragad
- Mulher (Auranggad/Hargad/Mayurgad/Morgad)
- Murtazapur
- Murud-Janjira

## N
- Nagardhan
- Naladurg
- Naladurg (Miragad)
- Nanded
- Kalyangad (Nandgiri)
- Nandos
- Nandurbar
- Narnala (Taliagad)
- Narnala (Shahanur)
- Narayangad
- Narkher
- Nashratpur
- Nhavi Killa (Ratangad)
- Nivati
- Nimgiri

## O
- Cap - 

## P
- Pargadh
- Pabar
- Pabhargad
- Padar
- Padargad
- Padmadurg o Padamgad
- Palgad
- Palshi
- Panhala (prop de Kolhapur)
- Pan Buruz
- Pandavgad
- Pargadh
- Parkot
- Parinda
- Parola
- Parsik
- Partabgad (Pratapgad)
- Parwadi
- Patheri
- Patta (o Vishramgad)
- Patansaongi
- Pauni
- Pavangad
- Peb (Vikatgad)
- Pedagaum (Bahadurgad)
- Pemgiri (Shahagad)
- Pedka
- Phardapur
- Phonda
- Phutaka Buruz
- Pimpalner
- Pisol (Dighve)
- Prabalgad
- Prachitgad
- Pratapgad
- Purandhar
- Purnagad

## Q
- Cap -

## R
- Raigad (Rairi/Shivtirth)
- Raipur (Rajkot)
- Rajapur
- Rajangaum
- Rajdehar
- Rajdher
- Rajgad
- Rajgoli
- Rajmachi Fort
- Rajkot
- Rajura
- Ramgad
- Ramsej (Ramsejgad)
- Ramtek
- Ranganagad (Prassidhagad)
- Randhiv
- Rasalgad
- Ratangad (Ratanwadi, Akole, Ahmednagar)
- Ratnagiri o Ratnadurg (Ramdurg, o Bhagwati)
- Raver (Rasalpur)
- Rawlya
- Revdanda
- Riwa
- Rohida (Vichitragad)
- Rohilgad

## S
- Sadashivgad
- Sagargad (Kheldurg/Khaladurg)
- Saitonda (Sutanda)
- Sajjangad (Navarastara/Parali)
- Sakri
- Salher (Salir/Saler)
- Salota
- Samangad
- Samkshi (Badrud-din)
- Sangli
- Sanjan
- Santoshgad (Thatvade/Thatoli)
- Sarasgad (Aminabad/Pali)
- Sarjekot
- Satara (Azimtara o Azamgarh)
- Sathavli
- Savda
- Sawantwadi
- Sawargaum
- Sewri
- Shahada
- Shahagad (Bhimgad)
- Shaniwar Wada
- Shegwa
- Shirgaum
- Shirpur
- Shirval (Subhamangalgad)
- Shivgad
- Shivasamarth gad
- Shivneri o Shivaneri
- Shrivardhan (Rajamachi)
- Shrimangalgad (Haji Malang)
- Sidhagad (Bakshidabaksh)
- Sidgad
- Sindhkhedraja
- Sindhudurg
- Sinhgad (Kondana/Bakshidabax)
- Sindola
- Sironcha
- Sitabuldi
- Solapur
- Songad
- Sonegaum
- Songiri (Songir?)
- Sudhagad (Bhorap)
- Sumargad
- Surgad (Ghera Surgad)
- Surjagad
- Suvarnadurg (Harnai)

## T
- Takmak (o Takmak Tok; Raigad)
- Talegad
- Taloda
- Tambhurni
- Tambolya
- Tamkicha Buruz
- Tandulwadi
- Tankai
- Tarapur
- Tarkhed
- Telbaila
- Tembhurni
- Thalner
- Thane (Hirakot)
- Tipagad
- Tikona (Vitangad)
- Toranmal
- Torna (Prachandagad/Khutublai)
- Trimbak (Brahmagad(giri)/Shrigad)
- Tringalwadi
- Tung (Khatingad)
- Tungar
- Tungi (Tung)

## U
- Uchitgad (Prachitgad)
- Udgir
- Umbargaum
- Umred
- Underi (Jaidurg)
- Usrani

## V
- Vaghera
- Vairatgad
- Vaishakhgad
- Vandan
- Varangaum
- Vardhangad
- Varugad
- Vasai (Bassein/Bajipur)
- Vasantgad (Khild-i-Fateh)
- Vasota (Vajragad/Vyagrahgad)
- Vazirgad
- Vengurla
- Madh o Versova
- Vetalgad
- Vijaydurg (Gheria)
- Vijaygad
- Vikhara
- Vilashgad (part de Jaigad)
- Vinchur
- Virthan
- Visapur
- Vishalgad (Satkarlana/Khelna/Jinkhed)
- Vichitragad

## W
- Wadgaum
- Wadgaum Madhe
- Wadgaum Nimbalkar
- Wajragad (Rudramal)
- Wathar
- Worli

## X
- Cap -

## Y
- Yadwan
- Yawal
- Yeshwantgad o Yashivantgarh (Redi o Reddi o Rairi)

## Z
- Cap -